# Paul Scheinpflug
Paul Scheinpflug   (Loschwitz, 10 de setembre de 1875 - Klaipėda, 11 de març de 1937) va ser un director i compositor alemany.
Scheinpflug va estudiar de 1890 a 1894 al Conservatori de Dresden, tenint entre els seus professors a Felix Draeseke. Després d'una breu estada a Kíev com a tutor a Kíev el 1897/1898, es va traslladar a Bremen el 1898, on va treballar com a director de la Filharmònica i director de diversos cors. Del 1909 al 1914 va estar actiu a Königsberg com a director de club de música i del 1914 al 1920 a Berlín com a director de l'orquestra Blüthner. Del 1920 al 1928 va ser director musical de l'"Orchester de Duisburg Städtischen" i del 1929 al 1932 director d'orquestra de la Filharmònica de Dresden. Després viatjà com a director convidat sovint als països del nord i de l'Europa de l'Est.
Entre les seves composicions hi figuren:
- un quartet pera instruments d'arc i un altre per a piano;
- Worpswede, per a una veu, piano, violí i corn anglès;
- Frühling, per a orquestra;
- Sonata per a violí;
- lieder, i cors per a veus d'home.